# Mulyo Sari (Pasir Sakti)
Mulyo Sari is een bestuurslaag in het regentschap Lampung Timur van de provincie Lampung, Indonesië. Mulyo Sari telt 6318 inwoners (volkstelling 2010).